# Saint Seiya Hit Kyokushuu III BOYS BE ~Kimi ni Ageru Tame ni~
Saint Seiya Hit Kyokushuu III BOYS BE ~Kimi ni Ageru Tame ni~, também conhecido como Saint Seiya Hit Song Collection III BOYS BE ~Kimi ni Ageru Tame ni~, é um álbum de Os Cavaleiros do Zodíaco que contém todas as músicas cantadas para as sagas de Asgard e Poseidon lançado em primeiro de agosto de 1988 pela Nippon Columbia. Houve um relançamento em março de 1997.

## Produção
Para a composição do álbum, Hironobu Kageyama se juntou a Kenichi Sudo, Chiaki Yoshiike, Masami Urushibara e Yoshichika Kuriyama para criar a banda BROADWAY. Desse trabalho saiu a segunda abertura, "Soldier Dream", e o segundo encerramento do anime, "Blue Dream". O álbum foi lançado em CD, LP e fita cassete, mas "Blue Dream" foi inclusa apenas no CD, há algumas diferenças entre as capas. O álbum ainda contou com a participação de Mitsuko Horie em duas músicas.

## Legado
"Soldier Dream" e "Blue Dream" fizeram tanto sucesso que Kageyama costuma cantá-las em shows até hoje, principalmente em países onde o anime é muito popular. Ele também as incluiu em coletâneas e álbuns ao vivo, como Stardust Boys, Akogi na futaritabi daze!! Dai 1 Shou, e Kage chan Pack ~Kimi to Boku no Daikoushin~. O single com as duas canções chegou a 48ª posição no Oricon Singles Chart num relançamento em 2024, além de ter chegado à 46ª posição na Billboard Japan. "Blue Dream" ainda ganhou uma versão acústica para o álbum I'm in You.
A versão brasileira da abertura e do encerramento, quando o anime foi lançado no país, foi feita com a voz de Che Leal.
Um cover da música "Soldier Dream" foi feito pela banda Root Five para ser a abertura do anime Saint Seiya: Soul of Gold. A banda Danger3 ficou encarregada da versão brasileira.
Em 2016, o ex-vocalista da banda Galneryus, Yama-B, se juntou ao brasileiro Rodrigo Rossi para fazer um cover de "Soldier Dream" lançado no projeto V.A. Animes Brasil. Rossi também lançou sua própria versão da música em seu álbum ANNO: X.
A música "TIME ~2036 no Sentaku~" foi inclusa nos álbuns CYVOX e Power Live'95 CYVOX. Já "BOYS BE ~Kimi ni Ageru tame ni~" está nos álbuns Power Live '98 e BEST & LIVE.
Já a banda BROADWAY não seguiu carreira formal, mas colabora com projetos de Kageyama com certa frequência, tendo tocado com o vocalista em shows e participado da composição de músicas de alguns animes e até mesmo de seu álbum A.O.R., talvez encorajados por Horie, que sugeriu que começassem a trabalhar em composições próprias junto com as de anime.

## Faixas
| N.º            | Título                                | Letras                        | Música                | Arranjos por:  | Duração |  |
| 1.             | "Soldier Dream ~Saint Shinwa~"        | Natsumi Tadano                | Hiroaki Matsuzawa     | BROADWAY       | 3:36    |  |
| 2.             | "We Are Saint ~Shinwa no Chikai~"     | Eiko Kyo                      | Kenichi Sudo          | BROADWAY       | 4:03    |  |
| 3.             | "Round and Round ~Meiro no Tobira~"   | H. Kageyama e Kazunori Sonobe | H. Kageyama           | BROADWAY       | 4:19    |  |
| 4.             | "Time ~2036 no Sentaku~"              | N. Tadano                     | K. Sudo               | BROADWAY       | 4:57    |  |
| 5.             | "Best Friend"                         | E. Kyo                        | K. Sudo               | BROADWAY       | 4:52    |  |
| 6.             | "Lonely My Way ~Yume ni Todoku made~" | E. Kyo                        | H. Matsuzawa          | BROADWAY       | 4:00    |  |
| 7.             | "Wake You Alone ~Wakaki Jesus II~"    | N. Tadano                     | H. Matsuzawa          | BROADWAY       | 4:27    |  |
| 8.             | "Stay Away ~Candle no Kokoro~"        | K. Sonobe                     | K. Sudo               | BROADWAY       | 4:03    |  |
| 9.             | "Boys Be ~Kimi ni Ageru tame ni~"     | K. Sonobe                     | H. Kageyama           | BROADWAY       | 4:18    |  |
| 10.            | "Blue Dream ~Yume Tabibito~"          | E. Kyo                        | H. Kageyama e K. Sudo | BROADWAY       | 4:09    |  |
| Duração total: | Duração total:                        | Duração total:                | Duração total:        | Duração total: | 42:44   |  |